# The Kid Brother
The Kid Brother is een Amerikaanse filmkomedie uit 1927 onder regie van Ted Wilde. Destijds werd de film in Nederland uitgebracht onder de titel Een dag sheriff.

## Verhaal
Harold Hickory is de zoon van een gevreesde sheriff. Zijn broers Leo en Olin zijn veel mannelijker dan hij en ze zien Harold nog als een groentje. Hij is weliswaar ook het slimste familielid en hij bedenkt aldoor spitsvondige manieren om zijn huishoudelijke klusjes te doen. Als er een troep rondreizende medicijnenverkopers halt houdt in de stad, maakt Harold kennis met de danseres Mary. Er wordt een som geld gestolen en Harold gaat meteen op zoek naar de boef.

## Rolverdeling
| Acteur               | Personage      |
| -------------------- | -------------- |
| Harold Lloyd         | Harold Hickory |
| Jobyna Ralston       | Mary Powers    |
| Walter James         | Jim Hickory    |
| Leo Willis           | Leo Hickory    |
| Olin Francis         | Olin Hickory   |
| Constantine Romanoff | Sandoni        |
| Eddie Boland         | Flash Farrell  |
| Frank Lanning        | Sam Hooper     |
| Ralph Yearsley       | Hank Hooper    |